# Sandra Jayat
Pour les articles homonymes, voir Jayat.
Sandra Jayat, née selon les souurces le 13 mai 1930 ou le 13 mai 1939 et morte le 19 février 2025, est une artiste peintre et écrivaine tsigane de nationalité française. Elle commence sa carrière artistique à partir de 1955, avec le soutien de personnalités telles que Jean Cocteau ou Chagall, et consacre son œuvre à la défense de la culture Rom.

## Biographie
Lucienne dite Sandra Jayat est née à Moulins en 1930, d'après son acte de décès et le Who's who. Selon une version probablement romancée, elle naît  de parents tsiganes « entre 1938 et 1939, quelque part entre deux pays » à proximité de la frontière entre France et Italie. Peu de temps avant sa naissance, selon un récit fait par son grand-père, des membres de sa famille sont arrêtés et torturés en Italie par des Chemises noires au nom de la « défense de la race ». Sa famille décide alors de fuir vers la France, et c'est au cours de cet exode qu'elle voit le jour,. Peu après l'installation de sa famille dans un village près de Moulins, une loi de juin 1940 interdit la libre circulation des Tsiganes. Après l'Armistice, la répression contre les Roms s'intensifie, et des décrets les obligent à rejoindre des camps d'internement. Une partie de sa famille est arrêtée et envoyée vers les camps de la mort selon son témoignage, tandis qu'avec son grand-père elle se cache dans une ferme des environs. Un peu plus tard, elle rejoint avec ce qu'il reste de sa famille la zone libre, avant de se retrouver vers ses 14 ans dans un camp près de Sesto Calende, sur les rives du Lac majeur.
À l’âge de 15 ans, fuyant le mariage qui lui est imposé par la tradition, elle quitte son campement tsigane. Arrivée à Paris en 1955, elle est accueillie par une famille juive, et peint pour subvenir à ses besoins. Au milieu de la haine ambiante contre les Roms, elle bénéficie du soutien de plusieurs artistes dont Marcel Aymé et Jean Cocteau, ce qui la décide à se lancer dans une carrière d'écrivaine en langue française. Herbes Manouches, son premier recueil de poèmes, paraît en 1961 illustré par Jean Cocteau, suivi par un deuxième opus Lunes nomades aux Éditions Seghers, préfacé par Marcel Aymé et illustré par Mouloudji. Son troisième livre, Moudravi : où va l'amitié, publié en 1966, est illustré par Marc Chagall.
En 1972, elle fait paraître un disque dans lequel elle lit ses poèmes, accompagnée par des musiques originales de Django Reinhardt, qu'elle n'a pas connu mais dont le souvenir imprègne son œuvre. Au début des années 1970, elle commence à exposer aux galeries Ades et Castiglione de Paris. 
Dans les années 1980, le premier de ses quatre livres à composante autobiographique, La longue route d’une Zingarina (1978) est inscrit dans les listes de lecture des collèges, et connait alors le succès avec plus de 40 000 exemplaires vendus. 
En 1983, elle participe à la Biennale des Beaux-Arts du Grand Palais et participe à la création de l'association Initiatives Tsiganes, avec Gérard Gartner et Tony Gatlif. En 1985, cette association organise la Première Mondiale d'Art Tzigane à la Conciergerie de Paris. 
En 1991, le Musée d’Art Sacré de Venise lui consacre une exposition-rétrospective (1977-1991) ; par la suite elle est exposée au Musée d’Art Moderne de Pékin, au Jacob Jarvis Center de New York, au Musée d’Herzliya en Israël et à Paris à la galerie du Carrousel du Louvre, à la galerie Furstenberg, à la galerie Art'et Miss, à l’église de la Madeleine et au Musée Bourdelle[réf. nécessaire].
Elle est co-autrice en 2009 d'une série de timbres postaux.
Fervente promotrice de la culture tsigane à travers le monde, son œuvre artistique a été distinguée par de nombreux prix. Chevalier de la Légion d'honneur, elle est membre de la Société nationale des beaux-arts et de la Société des gens de lettres. 
Sandra Jayat vit à Paris jusqu'à sa mort dans l'anonymat.

## Citations[9]
- Les nomades, je le sens mieux que je ne l'exprime, développent leurs incantations et leurs musiques lourdes de mystères qui est proprement la musique intérieure de Sandra Jayat. Marcel Aymé
- Les émotions, les images qui coulent de source dans "Lunes Nomades" trouvent, grâce à vos dons, le tissu difficile et solide dont elles sont dignes. Roger Caillois
- Baudelaire nous avait parlé de cette "tribu prophétique aux prunelles ardentes" dont Sandra Jayat possède le charme sombre. Ses poèmes atteignent les cordes sensibles, secrètes dont elle joue comme le vent dans les peupliers des routes. Pierre Seghers
- Nous découvrons la force même de la poésie, cette errance qui donne à ses vers une certaine fièvre, une légende, une voix. Jean Cayrol
- Elle crache le feu et avec ses pieds elle l'éteint. Jean Cocteau

## Œuvre
Son œuvre, fortement inspirée par le mouvement de l'avant-garde, est centrée sur la culture du peuple Rom dont celle des Manouches, à qui elle souhaite rendre respect et dignité tout en luttant contre les stéréotypes dont ils font l'objet. Ses tableaux sont marqués par une influence cubiste

### Poésie
- Moudravi où va l'amitié, illustration de Marc Chagall, Paris, Seghers, 1966
- Lunes nomades, Paris, P. Seghers, 1963
- Herbes manouches, Paris, la Colombe, Éditions du Vieux Colombier, 1961
- Je ne suis pas née pour suivre, Edition Philippe Auzou, 1983

### Contes
- Le Roseau d'argent (1973)
- Les Deux lunes de Savyo (1972) dessins de Jean-Paul Barthe
- Kourako (1972) illustrations de Jean-Paul Barthe

### Romans
- La Zingarina ou l'herbe sauvage, Paris, Max Milo, 2010  (ISBN 9782353410972)[10]
- Les Racines du temps, Cergy-Pontoise, Éd. Points de suspension, 1998  (ISBN 2-912138-08-6)
- El romanes, Paris, Magnard, 1986  (ISBN 2-210-97106-3)
- La Longue Route d'une Zingarina, illustrations de Giovanni Giannini, Paris, Bordas, 1978  (ISBN 2-04-010116-0)

### Disques[11]
- Il ne faut pas / Regarde comme je tremble / J'irais à Naples / Un jour je partirai, avec Claude Vasori et Marc Heyral, RCA Victor, 1967
- Le malentendu millenaire / Mains d'espoir / Tu te prends pour pharaon (Latcholivé) / Viole la chance, Yerko, avec Francis Lai, Max Rongier et Pierre Vassiliu, RCA Victor, 1968
- La poétesse Sandra Jayat chante Django Reinhart, Vogue 1972
- Suzanne Gabriello, Suzanne Gabriello, Unidisc UD 30 1257, 1974 • Sept  chansons de Sandra Jayat, musique de Jean-Pierre Lang, avec la participation des Petits Chanteurs d'Île-de-France dirigés par Jean Amoureux.Yves Mourousi, Sandra Jayat, La Pastorale des Gitans, Unidisc UD 30 1307, 1976• Cinq  chansons de Sandra Jayat (Serani Maille (guitare), Raymond Guiot, Ennio Morricone).

## Distinctions
- Médaille d'or de la Fondation internationale des peintres, poètes, écrivains et journalistes (Rome) en 1976, pour  l'ensemble de son œuvre[3].
- Chevalier de la Légion d'honneur, en 1999[12].